# Thời gian Unix
Thời gian Unix (tiếng Anh: Unix time, Epoch time hay POSIX time) là hệ thống mô tả một điểm trong thời gian. Thời gian Unix được định nghĩa bằng số giây kể từ 00:00:00 theo giờ Phối hợp Quốc tế (UTC) ngày 1 tháng 1 năm 1970, trừ đi giây nhuận. Mỗi ngày được xử lý như thể nó chứa chính xác 86400 giây, vì vậy số giây nhuận sẽ không được tính. Nó được sử dụng rộng rãi trong các hệ điều hành Unix-like cũng như nhiều định dạng tệp, hệ điều hành khác. Tuy nhiên, thời gian Unix không phải là một biểu diễn chính xác của UTC, chẳng hạn giây nhuận trong UTC có giá trị bằng với giây liền trước đó theo biểu diễn của thời gian Unix. Thời gian Unix có thể được kiểm tra trên hầu hết các hệ thống Unix bằng cách gõ lệnh date +%s.
Trên các hệ thống biểu diễn thời gian Unix bởi một số nguyên có dấu 32 bit, biểu diễn sẽ kết thúc sau khi hoàn thành 2147483647 (231 - 1) giây kể từ 00:00:00 ngày 1 tháng 1 năm 1970, tương ứng với 3:14:08 ngày 19 tháng 1 năm 2038 UTC, mặc dù chính xác bao nhiêu giây kể từ bây giờ thì không thể biết vì không tính trước được các giây nhuận. Điều này được gọi là sự cố năm 2038.